# Фторид ксенона(II)
Дифторид ксенона XeF2 — твёрдое плотное кристаллическое соединение белого цвета, образованное атомами фтора и ксенона. Одно из самых устойчивых соединений ксенона.

## Физико-химические свойства
Обладает характерным тошнотворным запахом.
В инфракрасных спектрах наблюдается чёткий дублет полос поглощения с волновыми числами 550 и 556 см−1.

### Термодинамические величины
| Свойство                                                  | Значение            |
| --------------------------------------------------------- | ------------------- |
| Стандартная энтальпия образования (298 К, в твёрдой фазе) | −176 кДж/моль       |
| Стандартная энтальпия образования (298 К, в газовой фазе) | −107,5 кДж/моль     |
| Энтальпия плавления                                       | 16,8 кДж/моль       |
| Энтальпия возгонки                                        | 50,6 кДж/моль       |
| Энтропия образования (298 К, в газовой фазе)              | 259,403 Дж/(моль·К) |
| Теплоёмкость (298 К, в газовой фазе)                      | 54,108 Дж/(моль·К)  |

### Растворимость
| Растворитель     | Значение       |
| ---------------- | -------------- |
| Жидкий аммиак    | Не растворим   |
| Ацетонитрил      | Растворим      |
| Вода (при 0 °C)  | 2,5 г/100 мл   |
| Диоксид серы     | Растворим      |
| Пентафторид иода | 153,8 г/100 мл |
| Трифторид брома  | Растворим      |
| Фтороводород     | Растворим      |

## Строение
Молекула дифторида ксенона линейная. Длины связей Xe—F равны 0,198 нм.

## Получение
Впервые синтез XeF2 провёл Червик Виикс в 1962 году.
Синтез проводят из простых веществ при нагревании, ультрафиолетовом облучении или действии электрического разряда:
{\displaystyle {\mathsf {Xe+F_{2}\rightarrow XeF_{2}}}}
Продукт конденсируют при −30 °C. Очистку проводят методом фракционной дистилляции.
Механизм данной реакции достаточно интересный, и, по-видимому, в нём как-то участвуют молекулы фтороводорода, которыми обычно загрязнён газообразный фтор. Это обнаружили Шмарк и Лютар, которые для синтеза использовали неочищенный от водорода фтор, и при этом скорость реакции выросла в 4 раза по сравнению с использованием чистого фтора.
Также существует метод получения дифторида ксенона из фторида кислорода(II) и ксенона. Для этого смесь газов помещают в никелевый сосуд и нагревают до 300 °C под давлением:
{\displaystyle {\mathsf {2Xe+2OF_{2}\rightarrow 2XeF_{2}+O_{2}}}}
В России налажено производство дифторида ксенона на Сибирском химическом комбинате.
Дифторид ксенона образуется также при реакции ксенона с диоксидифторидом при −120 °C.

## Химические свойства
При возгонке дифторид ксенона диспропорционирует на свободный ксенон и тетрафторид ксенона:
{\displaystyle {\mathsf {2XeF_{2}\rightarrow Xe+XeF_{4}}}}
В холодной подкисленной воде разлагается достаточно медленно, зато в щелочной среде разложение идёт быстро:
{\displaystyle {\mathsf {2XeF_{2}+4NaOH\rightarrow 2Xe\uparrow +4NaF+2H_{2}O+O_{2}\uparrow }}}
Менее активный окислитель, чем молекулярный фтор.

### Образование координационных соединений
XeF2 может выступать в качестве лиганда в комплексных соединениях. Например, во фтороводородном растворе возможна следующая реакция:
{\displaystyle {\mathsf {Mg[AsF_{6}]_{2}+4XeF_{2}\rightarrow [Mg(XeF_{2})_{4}][AsF_{6}]_{2}}}}
Кристаллографический анализ показывает, что атом магния координирован 6 атомами фтора, 4 из которых являются мостиками между атомами магния и ксенона.
Известно множество таких реакций с продуктами типа [Mx(XeF2)n](AF6)x, в которых в качестве атома M могут выступать Ca, Sr, Ba, Pb, Ag, La или Nd, а атомом A могут быть As, Sb или P.
Такие реакции требуют большого избытка дифторида ксенона.
В твердофазной системе в присутствии фторида цезия некоторые металлы (Ce, Pr, Nd, Tb, Dy, Tu) могут образовывать комплексные соединения типа Cs3[CeF7].
С пентафторидом мышьяка образуется гексафторарсенат трифтордиксенона, в котором в качестве катиона выступает молекулярный ион Xe2F3+. Также известны соединения, где катионом является Xe2+.
{\displaystyle {\mathsf {AsF_{5}+2XeF_{2}\rightarrow Xe_{2}F_{3}[AsF_{6}]}}}

### Реакции фторирования с простыми веществами
XeF2 фторирует Mn, W, Nb, Sb, Sn, Ti, S, P, Te, Ge, Si до высших фторидов в интервале температур от −10 до +30 °C. Нагревание реакционной смеси до 50 °C приводит к взаимодействию дифторида ксенона с оксидами и солями многих металлов.
В твердофазной системе при нагревании окисляет Ce, Pr и Tb до тетрафторидов.

### Реакции окисления
Водный раствор дифторида окисляет броматы до перброматов:
{\displaystyle {\mathsf {KBrO_{3}+XeF_{2}+H_{2}O\rightarrow KBrO_{4}+Xe\uparrow +2HF}}}

### Окислительное фторирование
Пример окислительного фторирования для теллур-органического соединения (тут атом теллура меняет степень окисления от +4 до +6):
{\displaystyle {\mathsf {Ph_{3}TeF+XeF_{2}\rightarrow Ph_{3}TeF_{3}+Xe\uparrow }}}

### Восстановительное фторирование
Пример восстановительного фторирования (тут атом хрома меняет степень окисления от +6 до +5):
{\displaystyle {\mathsf {2CrO_{2}F_{2}+XeF_{2}\rightarrow 2CrOF_{3}+Xe+O_{2}}}}

### Фторирование ароматических соединений
Фторирование ароматических соединений идёт по механизму электрофильного замещения:
При этом возможно и восстановительное фторирование (за счет растворителя):

### Фторирование непредельных соединений
Достаточно селективно можно проводить фторирование диеновых производных в 1,2-положения:
.

### Фторирующее декарбоксилирование
Дифторид ксенона декарбоксилирует карбоновые кислоты, при этом образуются соответствующие фторалканы:
{\displaystyle {\mathsf {RCOOH+XeF_{2}\rightarrow RF+CO_{2}+Xe+HF}}}

## Применение
- Один из самых мощных фторирующих агентов.
- Применяют для получения высокотемпературных сверхпроводников на основе сложных слоистых оксофторидов меди[1]
- Является достаточно перспективным для дезинфекции труднодоступных мест[2]
- Дифторид ксенона используется для травления кремния в микроэлектромеханических системах:

{\displaystyle {\mathsf {2XeF_{2}+Si\rightarrow SiF_{4}+2Xe}}}